# Estrazione dell'olio di oliva

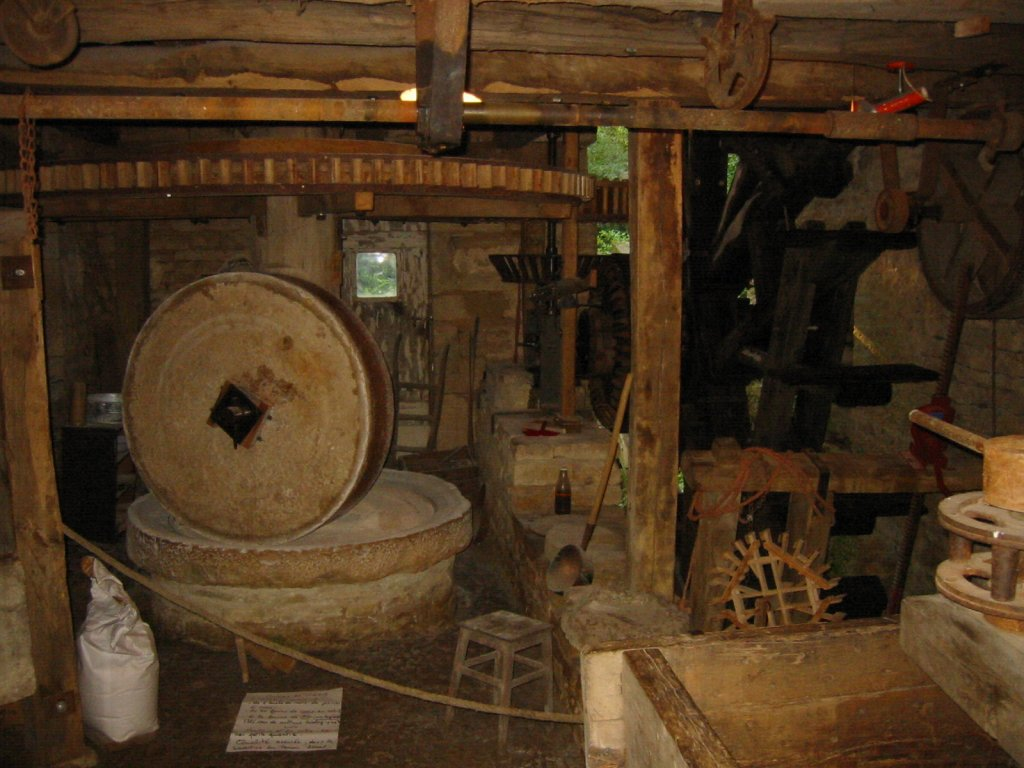
Un antico frantoio nella Franca Contea, Francia. Strutture di questo tipo sono incompatibili con i requisiti di qualità oggi richiesti ed hanno solo un valore storico e culturale.

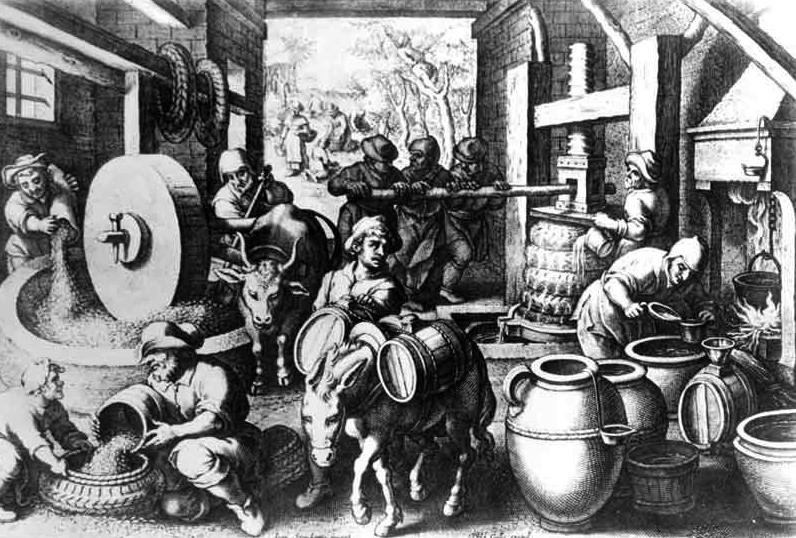
Frantoio: una scena di un frantoio con le varie fasi della lavorazione, dalla frangitura, alla spremitura, alla chiarificazione, fino alla conservazione in orci di terracotta. Commissionata a Giovanni Stradano (Jan Van Der Straet) da Luigi Alamanni (1558-1603) tra il 1587 e il 1589, questa tavola è incisa e pubblicata da Philip Galle nella raccolta « Nova Reperta »

L'estrazione dell'olio d'oliva è un processo industriale di trasformazione agroalimentare, che ha per scopo l'estrazione dell'olio dalle drupe dell'olivo.
Tale trasformazione, attuata in una struttura detta oleificio, avviene in due fasi fondamentali: la macinazione della polpa  e la successiva separazione della frazione oleosa dagli altri componenti solidi e liquidi.

## Principi fondamentali

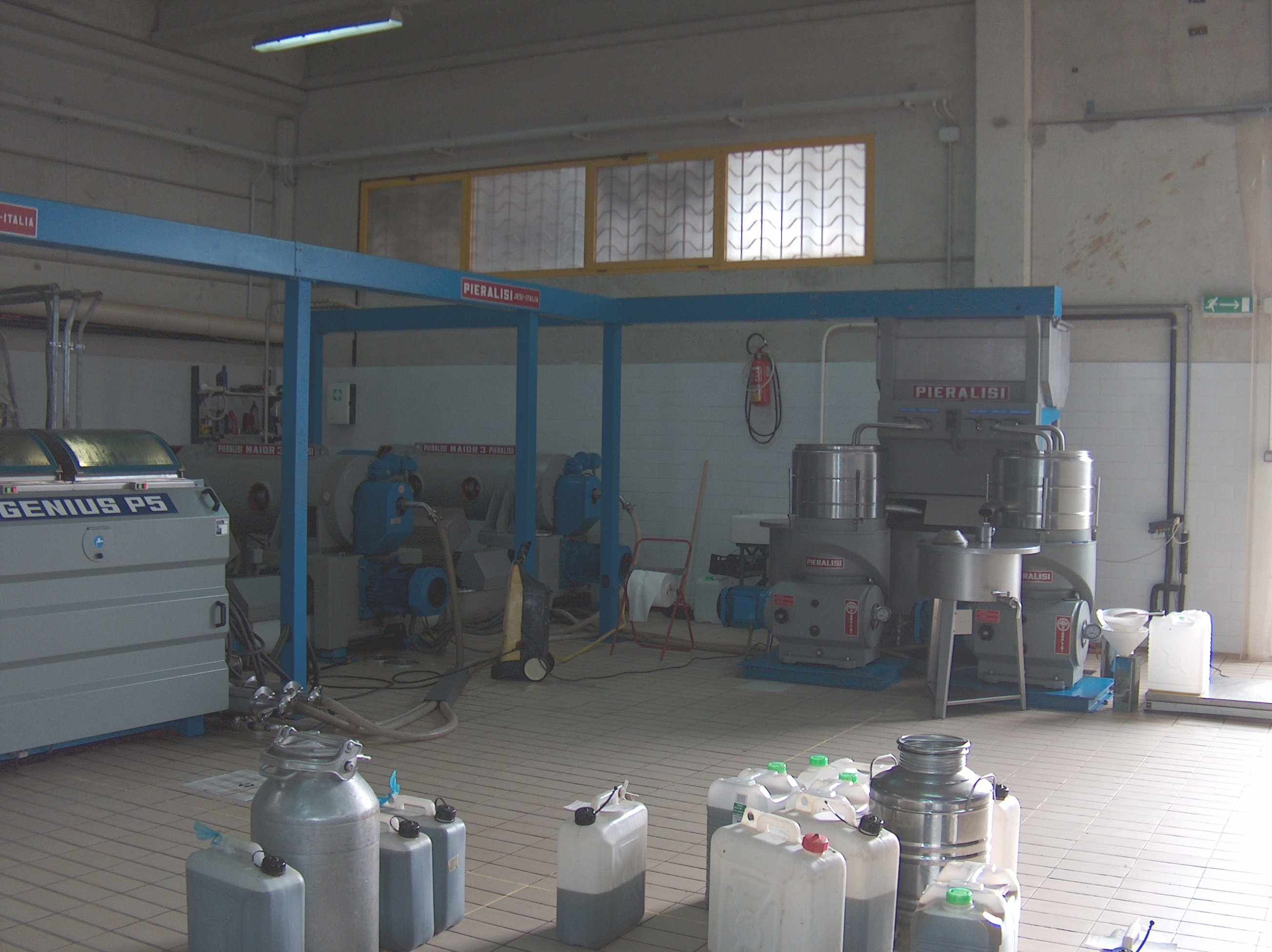
La sezione degli estrattori centrifughi di un impianto a ciclo continuo. Frantoio Fratelli Serra di Villacidro

L'olio d'oliva propriamente detto è contenuto nei lipovacuoli delle cellule del mesocarpo (polpa). Il processo prevede, pertanto, l'estrazione della fase liquida dalle cellule, la separazione dalle frazioni solide e la separazione della frazione lipidica (oleosa) da quella acquosa.
Gli oli vergini si distinguono nettamente dagli altri oli per due prerogative: la materia prima, rappresentata dalla polpa delle olive, e il metodo d'estrazione, rappresentato da processi di natura esclusivamente meccanica. L'estrazione degli oli vergini impiega esclusivamente l'urto, la pressione, la centrifugazione, la decantazione, la filtrazione, la tensione superficiale, il trattamento meccanico delle emulsioni. È ammesso il ricorso al riscaldamento con temperature moderatamente alte al fine di incrementare la resa in olio.
Le altre tecniche prevedono l'impiego di metodi fisici e chimici. Va però detto che la normativa e gli standard di qualità impongono l'impiego esclusivo di metodi meccanici. L'olio ottenuto con il ricorso a metodi chimici e fisico-chimici è pertanto identificato con tipologie merceologiche differenti e distinte dal vergine. Nel caso degli oli ottenuti dalle olive, i metodi fisici e chimici sono processi secondari attuati in impianti distinti, per rettificare oli vergini non commestibili o per estrarre la frazione lipidica dal seme.

## Fasi del processo

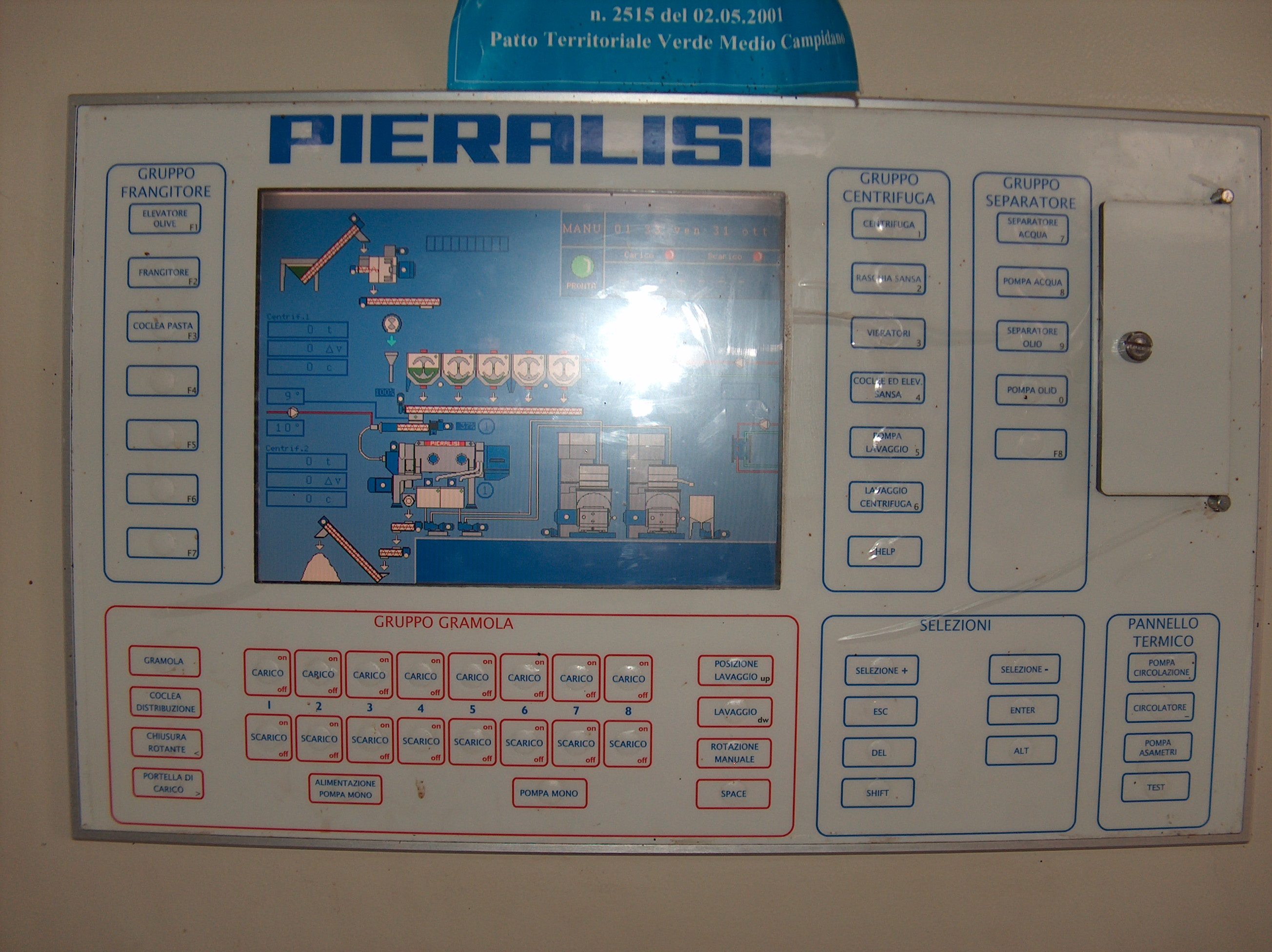
Pannello di controllo. L'automazione delle fasi con il controllo centralizzato dei parametri, riduce il fabbisogno di lavoro a due soli operatori

Le linee di lavorazione nell'estrazione meccanica differiscono per i metodi usati nelle singole fasi, pertanto esistono tipologie d'impianto differenti. Oltre che per le caratteristiche tecniche gli impianti differiscono in modo marcato per la capacità di lavoro, il livello di meccanizzazione, l'organizzazione del lavoro, la resa qualitativa e quantitativa, i costi di produzione. Quasi tutti gli impianti prevedono la successione di cinque fasi fondamentali:
- Operazioni preliminari. Hanno lo scopo di preparare le olive alla lavorazione.
- Molitura. Ha lo scopo di rompere le pareti delle cellule e far fuoriuscire i succhi. Il prodotto di questa fase è generalmente indicato con il termine di pasta d'olio, composta da olio, acqua e parti solide.
- Gramolatura. È un rimescolamento della pasta d'olio ed ha lo scopo di rompere l'emulsione fra olio e acqua e facilitarne la separazione nella fase successiva. Questa fase può essere accompagnata dalla "frangiatura", ma spesso solo nella linea di produzione che utilizza l'estrazione per centrifugazione orizzontale piuttosto che nel processo che estrae l'olio per pressione forzata.
- Estrazione del mosto d'olio. Ha lo scopo di separare la fase liquida, l'emulsione acqua-olio, dalla fase solida, la sansa. La sansa è composta dai residui solidi delle bucce, della polpa, dei semi e dai frammenti dei noccioli (nocciolino). L'emulsione acqua-olio è generalmente indicata con il termine di mosto d'olio. In realtà il mosto contiene anche un residuo solido, detto morchia, che resta in sospensione nell'emulsione.
- Separazione dell'olio d'oliva.

## Operazioni preliminari

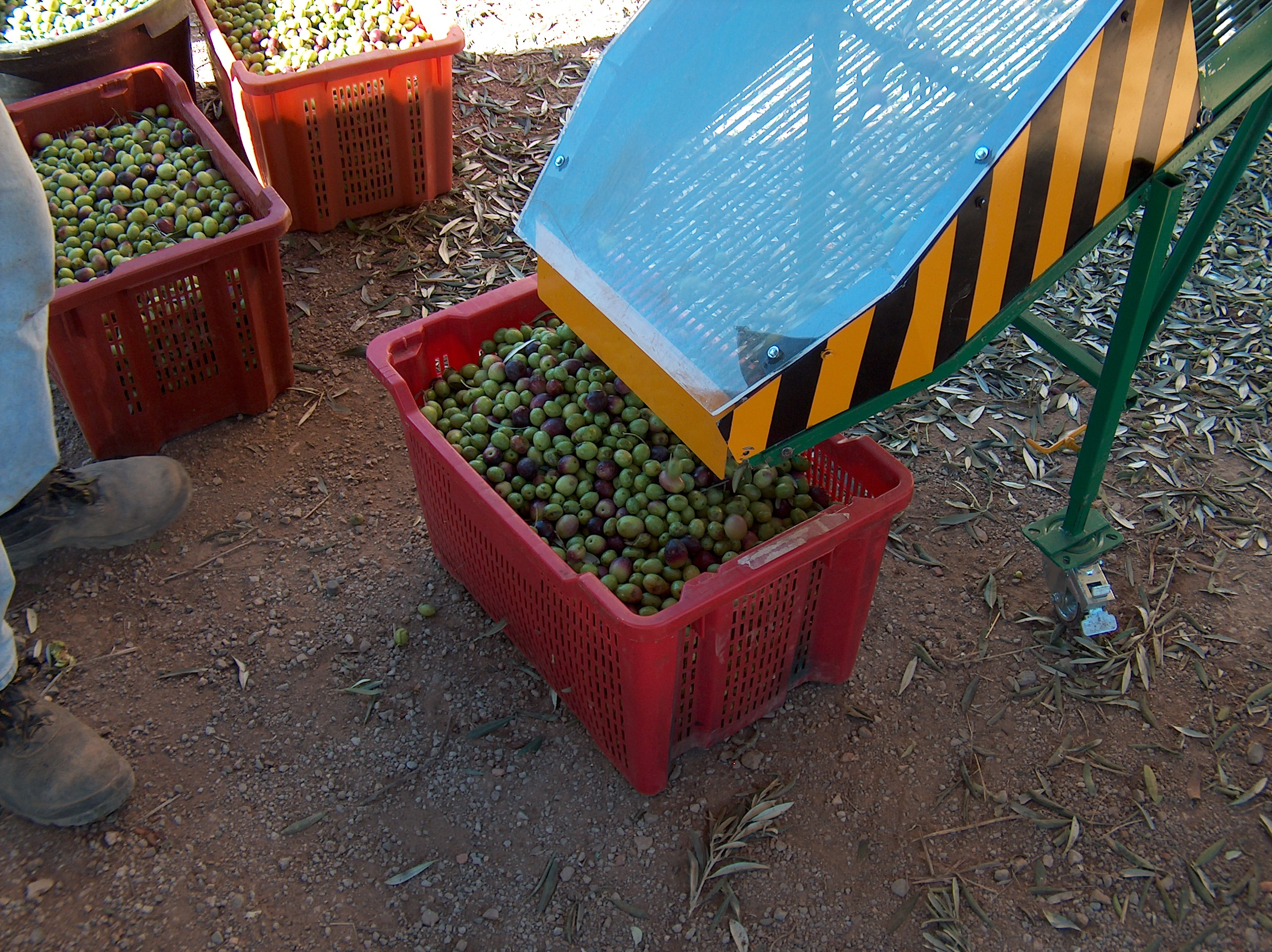
Cernita con vaglio statico

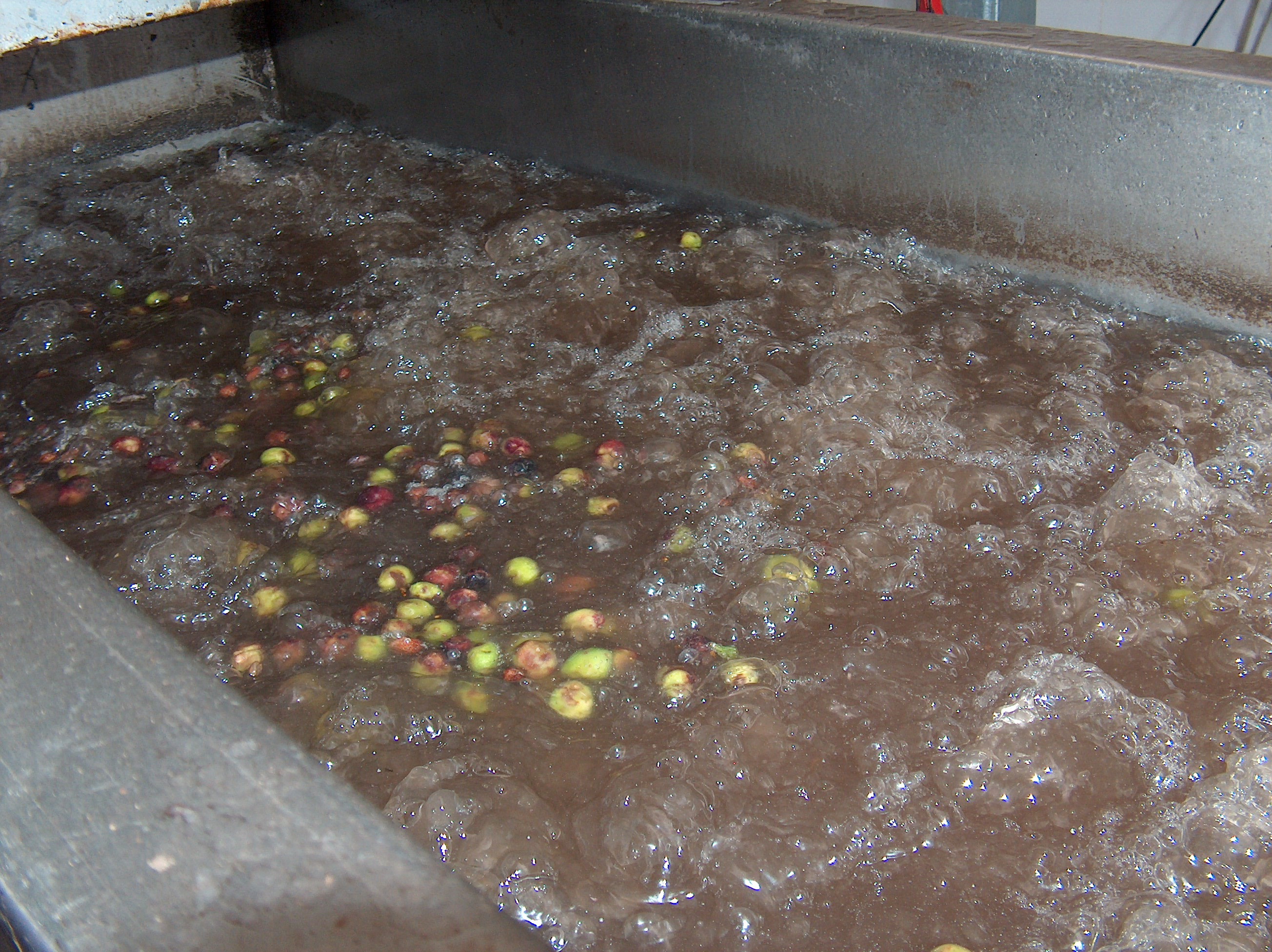
Lavaggio in lavatrice

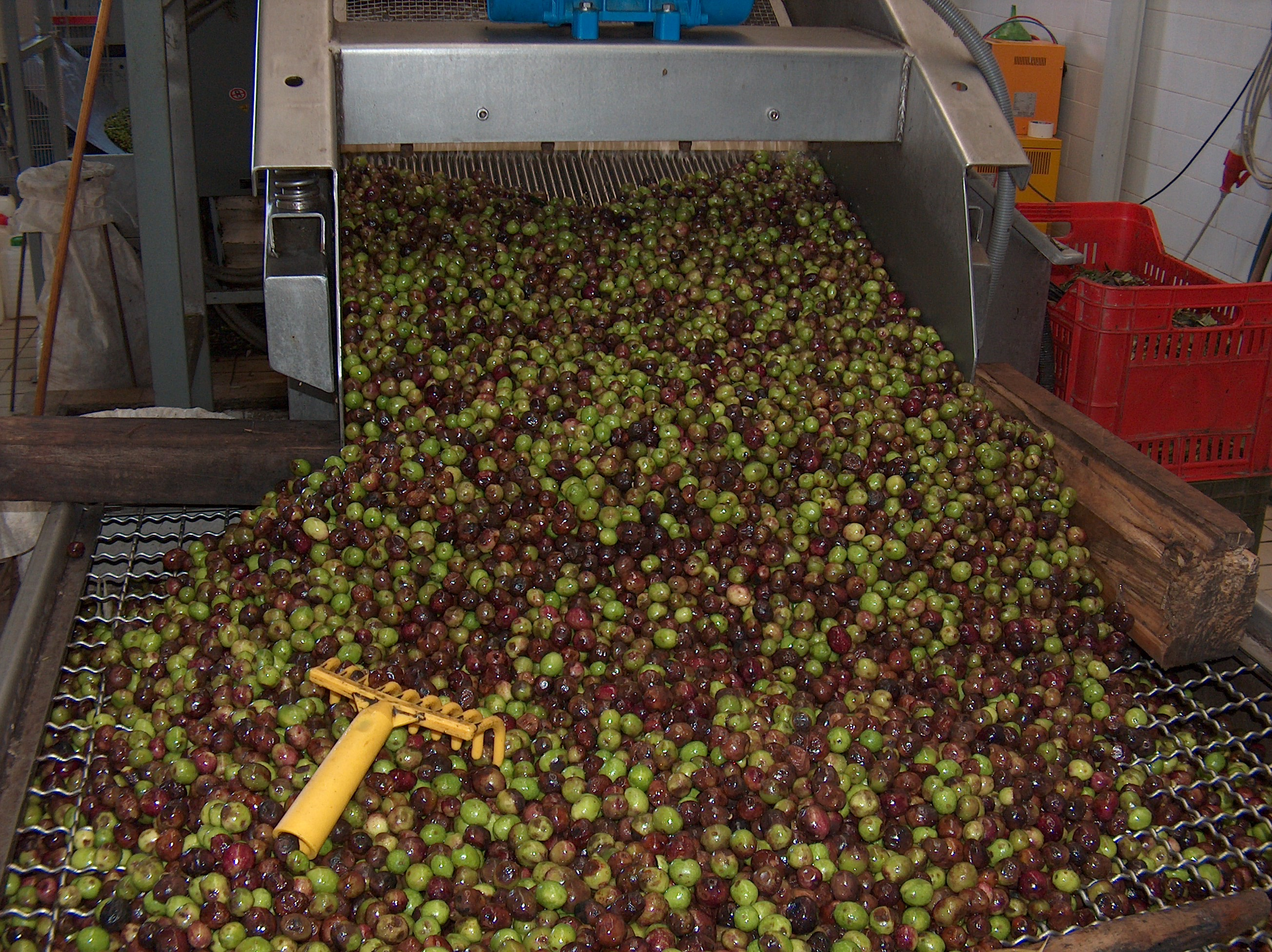
Olive pronte per la frangitura

Prima dell'estrazione vera e propria le olive devono essere preparate con le operazioni preliminari. Si tratta di operazioni intercalate fra la raccolta e la molitura effettuate nel settore iniziale dell'oleificio.

### Pesatura
Viene effettuata nell'oleificio all'atto del conferimento. La struttura della filiera in Italia, costituita per lo più da piccole aziende olivicole che conferiscono il prodotto in oleifici sociali o che operano in conto terzi, fa sì che i quantitativi conferiti siano generalmente di modeste quantità. La pesatura pertanto è effettuata dopo lo scarico dal mezzo di trasporto in cassette, bins o sacchi.

### Stoccaggio
Con piccole partite raccolte integralmente a mano questa fase si svolge in parte nell'azienda olivicola allo scopo di raggiungere il quantitativo sufficiente da conferire per un ciclo di lavorazione. Con grandi partite, in genere ottenute con sistemi di meccanizzazione, le olive raccolte vengono direttamente conferite all'oleificio e stoccate in un'area o locale separati (l'olivaio) oppure direttamente in uno spazio antistante la linea di lavorazione. In passato si stoccavano le olive in sacchi di juta, attualmente si usano le cassette forate o i bin nel caso di sistemi palettizzati, riducendo quanto più è possibile gli strati per migliorare l'aerazione delle olive e prevenire le fermentazioni.
La qualità del prodotto finale dipende dalle operazioni finali in subordine allo stato di conservazione delle olive e ai tempi d'attesa. La conservazione in grandi cumuli, con insufficiente aerazione della massa di olive, e tempi d'attesa dell'ordine di diversi giorni determinano l'insorgenza di processi di fermentazione delle olive che si traducono una peggiore qualità dell'olio. Il fenomeno si accentua nel caso di olive che hanno subito traumi in fase di raccolta o per attacchi da parte della mosca olearia. Gli orientamenti attuali sono i seguenti:
- stoccaggio delle olive in ambiente fresco e sufficientemente ventilato in strati sottili;
- riduzione dei tempi di sosta entro le 24 ore dal conferimento.

### Lavaggio
Il lavaggio si effettua mediante immersione delle olive in una vasca d'acqua o, nei moderni impianti, in apposite lavatrici che mantengono una movimentazione forzata dell'acqua per migliorare il risultato dell'operazione. Allo scopo di ottenere un olio di qualità, in questa fase, è anche importante che l'acqua impiegata sia pulita ricambiandola frequentemente. Al termine dell'operazione le olive subiscono un'asciugatura per semplice sgrondo dell'acqua di lavaggio.

## Molitura
La molitura consiste nella prima fase di estrazione vera e propria. Le olive sono sottoposte ad azioni meccaniche che provocano la rottura della parete cellulare e delle membrane con la conseguente fuoriuscita dei succhi cellulari e dell'olio. Questa azione è affidata allo sfregamento dei frammenti del nocciolo sulle polpe oppure all'urto di dispositivi meccanici in rotazione ad alta velocità nella massa delle polpe. Il prodotto ottenuto da questa fase nella maggior parte degli impianti è la pasta d'olio, una massa semifluida composta da una frazione solida (frammenti di noccioli, bucce e polpa) e una liquida (emulsione di acqua e olio).
I sistemi utilizzati sono fondamentalmente di due tipi.

### Molitura classica

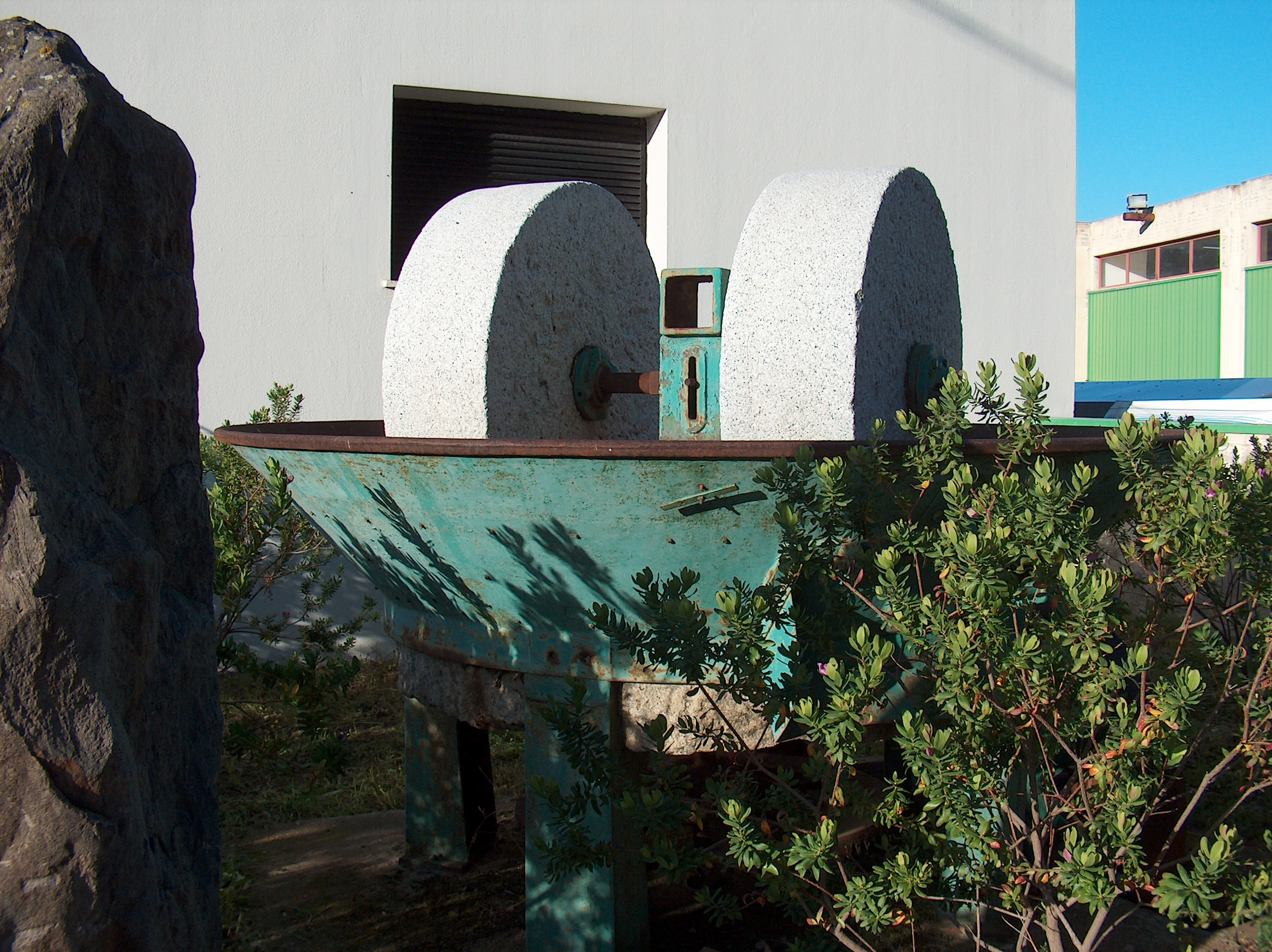
Vecchia molazza in esposizione

La molazza è lo strumento tradizionalmente usato, derivato concettualmente dalle antiche macine in pietra: l'azione meccanica è esercitata dalla rotazione di una o più grandi ruote in pietra (generalmente in granito) sulla massa in lavorazione. Contrariamente a quanto si possa pensare, la fuoriuscita dei succhi non è causata dallo schiacciamento, bensì dall'azione di sfregamento degli spigoli taglienti dei frammenti di nocciolo sulla polpa delle olive. La funzione della ruota pertanto è quella di frantumare i noccioli in dimensioni adatte allo scopo e rimescolare la massa in lavorazione.
In passato la molazza era costituita da una sola ruota azionata per mezzo di un braccio da un asino o da un cavallo, pertanto aveva un notevole volume d'ingombro per consentire il movimento circolare dell'animale. La molazza attuale è azionata da un motore di 5-12 kW ed è di dimensioni più contenute, con un ingombro spaziale di 9–12 m2.
Si compone di una vasca con fondo in granito o in acciaio e bordi rialzati in acciaio e di un sistema a 2-6 ruote ad asse orizzontale in pietra granitoide, disposte a coppie a distanze diverse rispetto all'asse verticale della vasca. Lo scalzo delle ruote è sollevato di alcuni millimetri rispetto al fondo della vasca ed è regolabile in modo da ottenere frammenti di nocciolo di dimensione adeguata. In genere la regolazione dello scalzo è impostata secondo le caratteristiche dei noccioli della varietà d'olivo prevalente nella zona dell'oleificio. La molazza è infine fornita di lame che hanno lo scopo di rimuovere la pasta che aderisce alla ruote e migliorare il rimescolamento spingendo la pasta sotto lo scalzo.
La lavorazione con la molazza avviene con una lenta rotazione (12-15 giri al minuto per un tempo complessivo variabile dai 20 ai 40 minuti). La quantità di olive lavorate in un ciclo è di 2,5-3 quintali in modo da ottenere un quantitativo di pasta sufficiente ad effettuare il carico di una pressa idraulica nella fase d'estrazione. Questa esigenza viene meno nel caso di impianti che utilizzano altri sistemi d'estrazione e in generale la capacità di lavoro è progettata in modo da integrare la molazza in un impianto d'estrazione a ciclo continuo.

### Frangitura

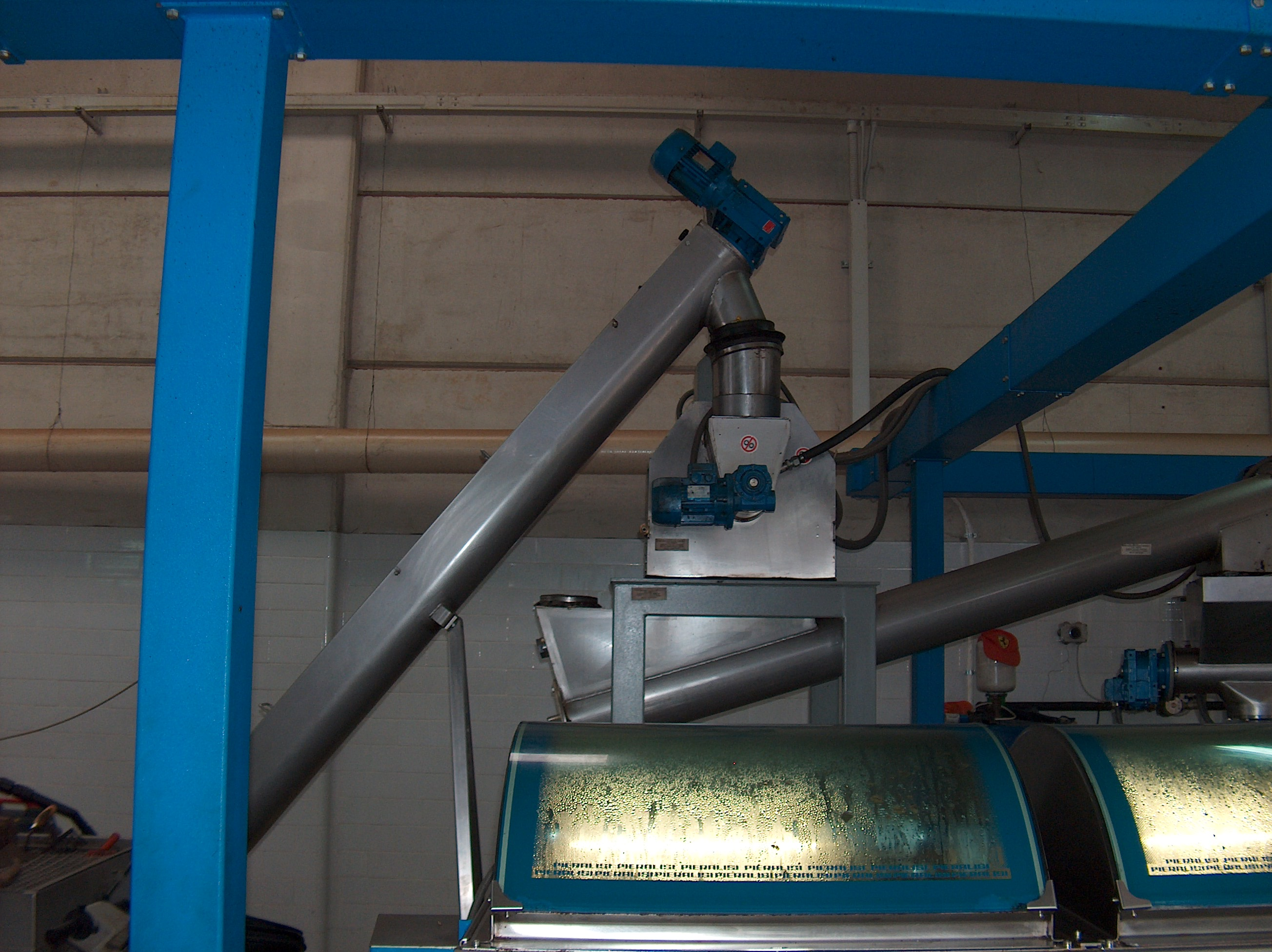
Frangitore a martelli (in alto)

Il frangitore a martelli è lo strumento preferito nei moderni impianti a ciclo continuo perché s'integra perfettamente con le esigenze di automazione dell'impianto. Il carico è effettuato meccanicamente dall'alto, con elevatori a nastro che prelevano le olive in uscita dalla lavatrice; lo scarico avviene dal basso, sempre meccanicamente, con il riversamento della pasta d'olio nelle gramolatrici.
Un frangitore a martelli è composto da una serie di dischi ruotanti dotati di spigoli vivi (martelli) con una velocità di rotazione di 1200-3000 giri al minuto, azionata da motori di 10-40 kW di potenza.
Con questo sistema la rottura della polpa è causata dagli urti dei dispositivi ruotanti ad alta velocità e solo in parte dall'azione meccanica dei frammenti di nocciolo. La lavorazione si svolge in tempi brevissimi, nell'ordine dei secondi, e si presta ad un funzionamento a ciclo continuo con carico e scarico automatizzato. Lo spazio d'ingombro è dell'ordine di pochi metri quadri.

### Comparazione
Entrambi i sistemi presentano vantaggi e svantaggi. Sotto l'aspetto qualitativo di base (acidità, numero di perossidi, ecc.) i due processi tendono ad equivalersi, ma si possono avere marcate influenze sulle caratteristiche organolettiche. Il motivo risiede nel fatto che durante la frangitura, con la rottura delle pareti delle cellule, si attivano gli enzimi, presenti sia nella polpa sia nel seme, che agiscono sui componenti chimici dell'olio. I differenti enzimi, nel complesso, hanno una duplice azione: una, di carattere positivo, consiste nell'estrazione delle sostanze volatili che sono responsabili dell'aroma, che conferisce il caratteristico e complesso gusto di fruttato; l'altra, di carattere negativo, consiste nell'ossidazione, a carico dei glucidi e, soprattutto, dei lipidi, con conseguente scadimento qualitativo e organolettico dell'olio. La definizione del rapporto fra i due fenomeni è piuttosto complessa, in quanto determinata dalle condizioni in cui si svolge la frangitura (durata della molazzatura, grado di frantumazione dei noccioli, velocità di rotazione del frangitore), dalle caratteristiche della materia prima (proprietà della cultivar, qualità delle drupe, ecc.), dai trattamenti successivi (gramolatura ed estrazione). Fondamentali, per le caratteristiche organolettiche, sono l'estrazione enzimatica dei componenti volatili e dei polifenoli e il rilascio della clorofilla dalle cellule della buccia.
La molitura classica comporta un basso grado di emulsionamento perciò permette di ottenere rese qualitative e quantitative più elevate. In realtà la resa è virtualmente più alta con l'uso del frangitore a martelli, ma il risultato è condizionato dalla velocità di rotazione dei dischi e dai parametri (durata e temperatura) adottati nella successiva gramolatura. La qualità inoltre è migliorata da una valutazione organolettica mediamente più alta e da un gusto meno piccante e meno amaro perché il tenore in polifenoli risulta mediamente leggermente più basso. L'ossidazione della pasta d'olio per effetto dell'esposizione all'aria è un fenomeno negativo e può avere un'incidenza rilevante secondo il metodo d'estrazione usato, tuttavia la qualità del prodotto è potenzialmente alta, in quanto tende a prevalere l'azione positiva degli enzimi che producono il fruttato, purché siano rispettati alcuni requisiti operativi.
L'azione violenta della frangitura provoca un grado di emulsionamento spinto fra acqua e olio, pertanto offre rese quantitative più basse in assenza di gramolatura. La qualità del prodotto dipende in sostanza dalla temperatura adottata nella successiva gramolatura, rendendo necessario un compromesso fra resa del processo e qualità. I modelli più recenti, che operano con dispositivi a disco o a coltelli e a velocità più basse, hanno tuttavia un impatto minore sulla qualità.
Il principale difetto, attribuito alla frangitura, è il grado di estrazione dei polifenoli più spinto: i polifenoli sono responsabili del gusto piccante e del retrogusto amaro. Queste proprietà organolettiche, se particolarmente intense, non sono gradite alla maggior parte dei consumatori e tendono ad accentuarsi con la lavorazione di cultivar che hanno di per sé un alto tenore in polifenoli; per contro, la frangitura a martelli consente di ottenere un olio mediamente più ricco in clorofilla e più stabile in fase di conservazione. I vantaggi consistono nella notevole capacità oraria di lavoro, nella integrale automazione del processo, nella perfetta integrazione in un impianto a ciclo continuo.
In definitiva il sistema classico si presta per valorizzare cultivar che hanno potenzialità di pregio, ottenendo oli di altissima qualità il cui prezzo è in grado di remunerare i maggiori costi della lavorazione. Il sistema della frangitura è più adatto per la produzione di oli di qualità leggermente inferiore, per valorizzare cultivar potenzialmente meno pregiate e per filiere basate sulla lavorazione in conto terzi.

## Gramolatura

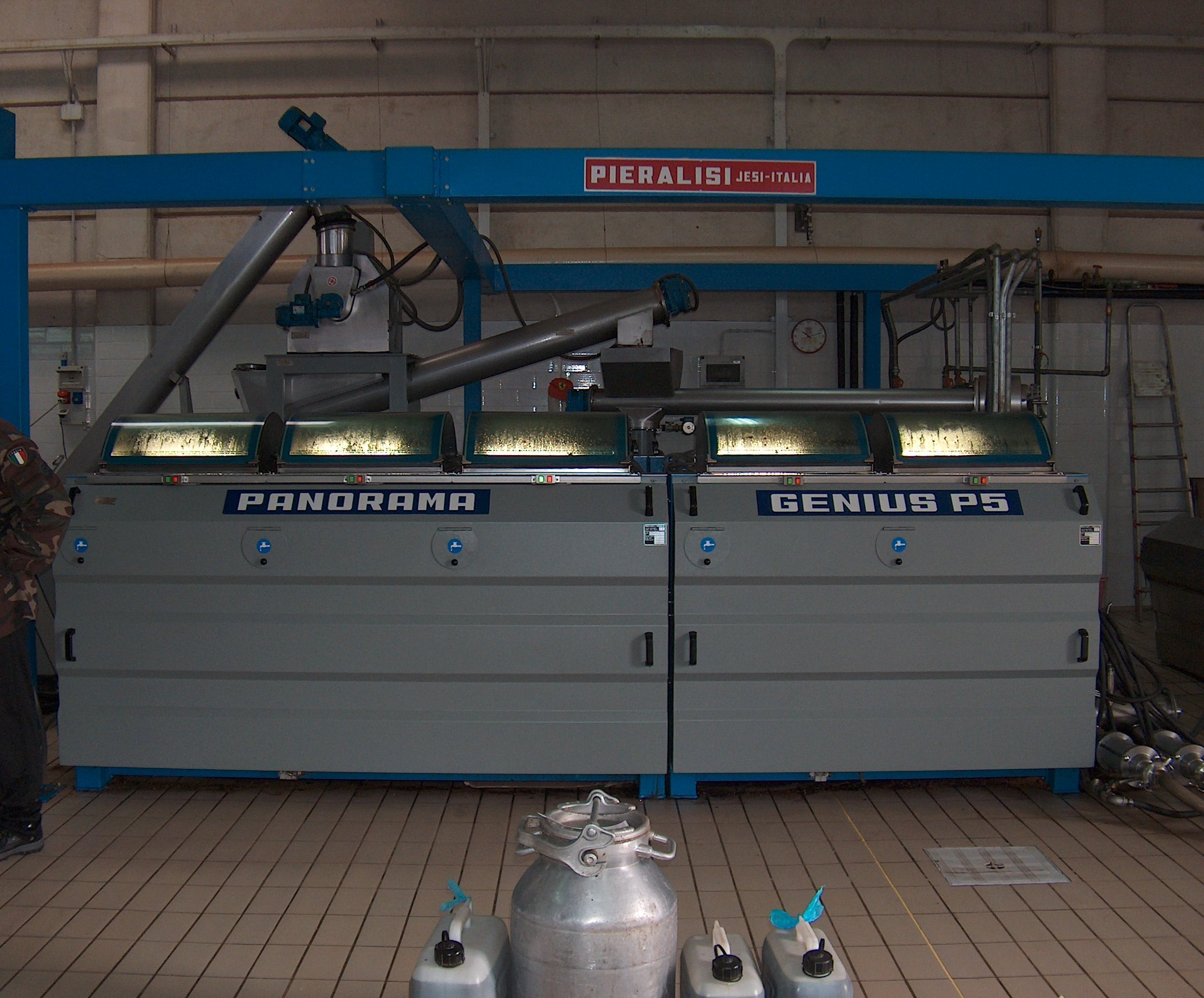
Impianto di vasche gramolatrici in parallelo

La gramolatura, o gramolazione, è un'operazione che segue la frangitura che è un processo produttivo importante ed ha lo scopo di rompere l'emulsione fra acqua e olio e far confluire le micelle d'olio in gocce più grandi che tendono a separarsi spontaneamente dall'acqua. Si effettua in macchine dette gramole o gramolatrici.
La gramola è in sostanza una vasca in acciaio in cui ruotano pale elicoidali che, ruotando ad una velocità di 20-30 giri al minuto, mantengono in lento rimescolamento la pasta d'olio (flottazione). L'azione del rimescolamento rompe l'emulsione migliorando poi la resa in mosto d'olio nella successiva fase d'estrazione. Le attuali tipologie costruttive comprendono più gramole disposte in serie (in questo caso spesso sovrapposte per limitare lo spazio d'ingombro) oppure in parallelo e caricate meccanicamente, mediante sistema idraulico, con la pasta d'olio uscita dal frangitore o dalla molazza. Esiste inoltre una tipologia detta gramola-dosatrice fornita di un sistema di distribuzione della pasta d'olio sui diaframmi filtranti utilizzati nell'estrazione per pressione. La macchina è infine provvista di un sistema di riscaldamento costituito dal passaggio di acqua calda in un'intercapedine esterna.
I parametri tecnici di riferimento sono la temperatura e la durata dell'operazione. La temperatura è fondamentale per la resa nella successiva estrazione ed è strettamente correlata alla stabilità dell'emulsione acqua-olio. Con un basso grado di emulsionamento la gramolatura non è necessaria oppure si può svolgere a temperature di poco superiori a quella ambientale (da 22-24 °C a 27 °C); in questo caso si parla di gramolatura o estrazione a freddo. Con emulsioni più stabili è necessario procedere ad un riscaldamento più spinto della pasta, con temperature superiori ai 27 °C e inferiori a 30 °C. Il limite di 30 °C è considerato il punto critico: la resa dell'estrazione aumenta con la temperatura della gramolatura, ma raggiunto questo livello termico, la pasta subisce un decadimento qualitativo. Per questo motivo, il riscaldamento non deve raggiungere la soglia dei 30 °C, quando si produce un olio vergine destinato al consumo diretto, mentre per gli oli vergini lampanti, destinati alla rettificazione, si effettua una gramolatura a temperature superiori ai 30 °C allo scopo di incrementare la resa quantitativa.
La gramolatura ha una durata in media di 20-40 minuti e non superiore ai 60 minuti. Il prolungamento dell'operazione non ha alcun effetto sulla resa in olio, pertanto è da evitare in quanto prolungherebbe il contatto della pasta d'olio con l'aria determinando una maggiore ossidazione. La gramolatura va perciò interrotta quando la pasta d'olio cessa di macchiare le mani e si presenta untuosa al tatto. I moderni impianti hanno sistemi automatizzati per il controllo della fase.
Questa fase è di notevole importanza per determinare il congruo compromesso fra resa quantitativa in olio e qualità: il riscaldamento aumenta l'efficacia della gramolatura permettendo l'innalzamento della resa in olio, tuttavia influisce negativamente sulla qualità dell'olio:
- peggioramento del gusto (sapore di riscaldo, sapore metallico)
- perdita di sostanze volatili e di conseguenza del gusto di fruttato
- minori proprietà dietetiche a causa delle perdite in polifenoli, tocoferoli e vitamina A.

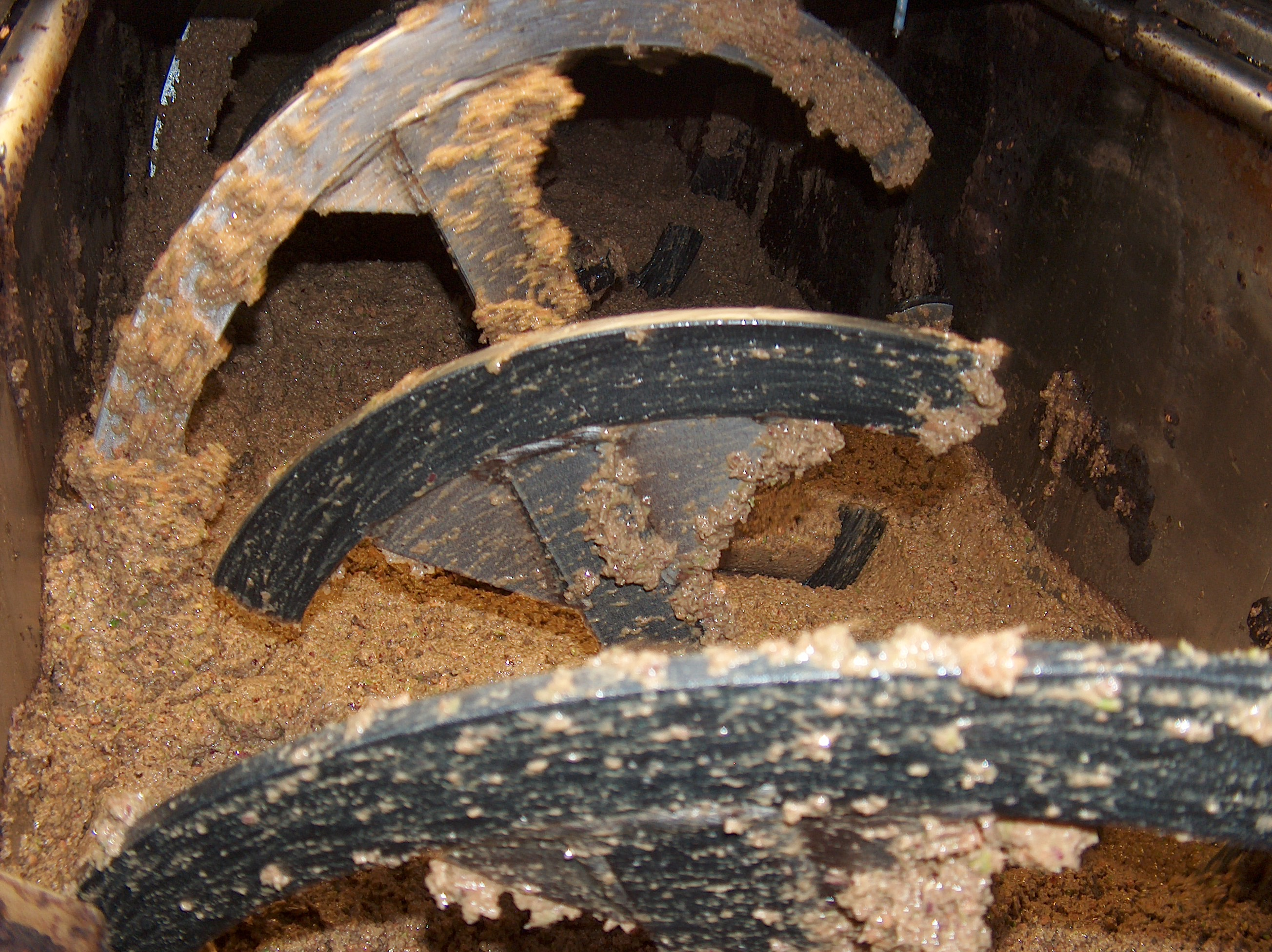
Pasta d'olio in rimescolamento all'interno di una gramola

Per oli di alta qualità la gramolatura si svolge a freddo oppure riscaldando moderatamente la pasta d'olio fino ad una temperatura di 27-28 °C. Una resa superiore si può ottenere riscaldando la pasta fino a 29-30 °C penalizzando leggermente la qualità, mentre è assolutamente sconsigliato il raggiungimento o il superamento dei 30 °C. Il Regolamento dell'Unione Europea n. 29 del 2012 consente la dicitura in etichetta delle locuzioni a freddo (in riferimento ai processi d'estrazione) solo se i processi si sono svolti ad una temperatura inferiore a 27 °C.
L'efficacia della gramolatura dipende inoltre dal metodo utilizzato per la molitura. La molazzatura crea un basso grado di emulsionamento pertanto è sufficiente la gramolatura a freddo per ottenere una buona resa in olio. La frangitura, per effetto dell'elevata velocità di rotazione dei martelli, crea invece un'emulsione più stabile che necessita di un moderato riscaldamento della pasta fino a 28-29 °C per ottenere rese accettabili. Un esperto assaggiatore è in grado di discernere con la degustazione fra un olio prodotto con la molazza e uno ottenuto con il frangitore a martelli proprio a causa dell'effetto del moderato riscaldamento anche quando non si supera la temperatura critica.

## Estrazione dell'olio
Consiste nella separazione del mosto d'olio dalla sansa, la frazione solida costituita dai frammenti di nocciolo, dalle buccette e da frammenti di polpa. L'estrazione è attuata con sistemi alternativi che sfruttano principi meccanici concettualmente differenti. In ragione di queste differenze il mosto d'olio e la sansa hanno caratteristiche differenti secondo il metodo d'estrazione impiegato, ma vanno messe in evidenza anche profonde differenze nell'impianto, nella qualità del prodotto, nell'organizzazione del lavoro e nella stessa gestione. I metodi d'estrazione si riconducono a tre tipi fondamentali.

### Estrazione per pressione

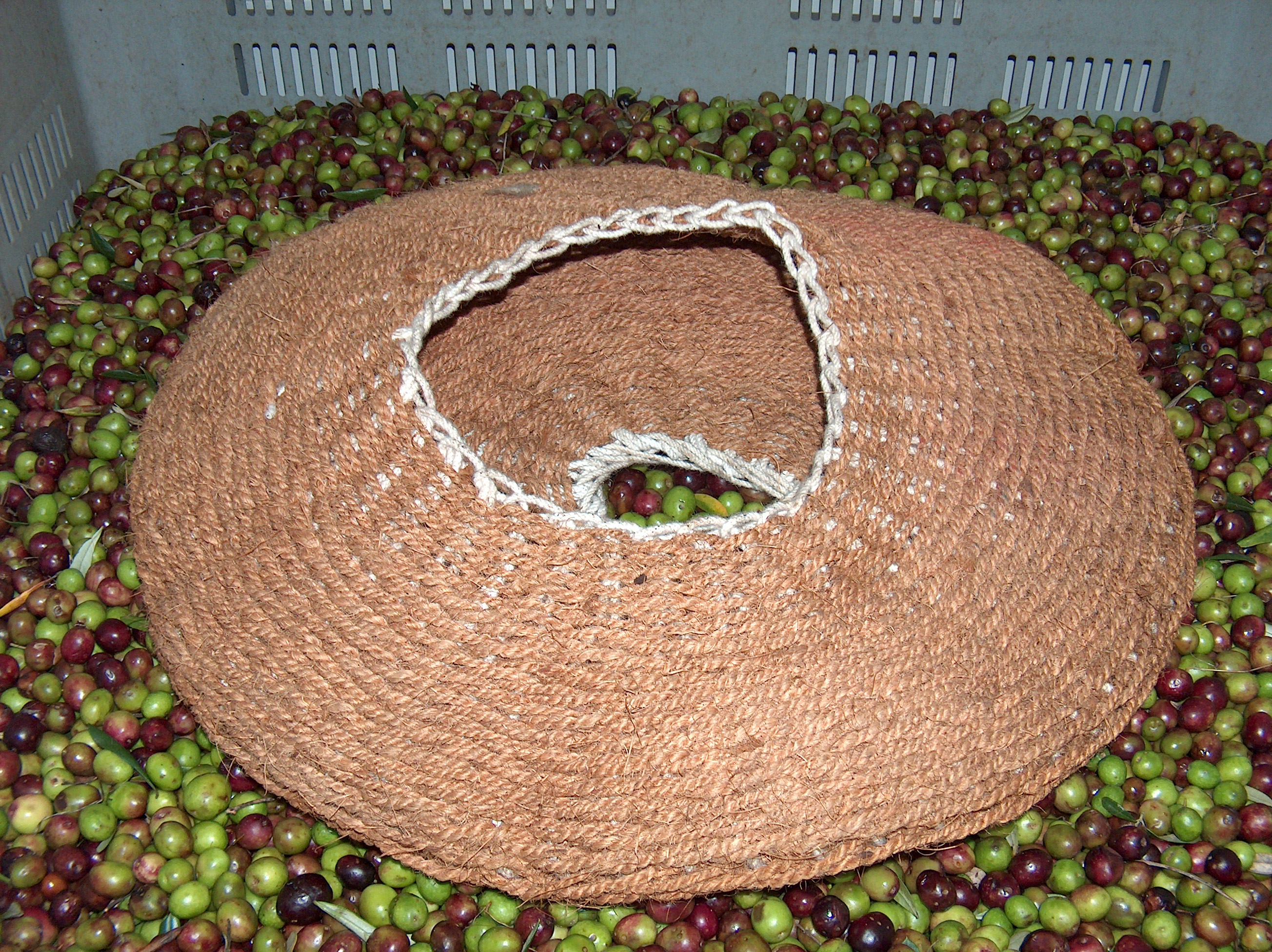
Tradizionale fiscolo in fibra di cocco

Si tratta del metodo classico, che separa il mosto d'olio dalle sanse attraverso una filtrazione per effetto di una pressione. La pressione si attua in una pressa idraulica aperta disponendo la pasta d'olio su strati sottili alternati a diaframmi filtranti in una torre carrellata. Il dispositivo utilizzato per la costruzione della pila consiste in un piatto circolare in acciaio con sponde leggermente rialzate e sagomate, carrellato per la movimentazione. Al centro del piatto è inserito un cilindro forato (detto foratina) che ha lo scopo di mantenere la pila in verticale e favorire il deflusso del mosto d'olio anche lungo l'asse centrale della pila.
La costruzione della pila avviene secondo un ordine standard: il diaframma filtrante è costituito da un disco in fibra sintetica forato al centro in modo da essere infilato lungo la foratina. Sul primo diaframma, adagiato sul fondo del piatto, si dispone uno strato di pasta d'oliva spesso 3 cm, si sovrappone un secondo diaframma e un secondo strato di pasta e così via. Ogni tre strati di pasta si sovrappone un diaframma senza pasta e un disco d'acciaio allo scopo di distribuire uniformemente la pressione. Complessivamente si costruisce una pila composta dalla sovrapposizione di 60 diaframmi alternati a 60 strati di pasta, 20 dischi d'acciaio e 20 diaframmi senza pasta. Il quantitativo di pasta impiegato corrisponde ad una partita di olive molite con la molazza (2,5-3 quintali). L'intera operazione di carico di una pressa si effettuava a mano, ma attualmente si utilizzano apposite dosatrici, spesso integrate con la gramola. A questo punto la torre viene inserita nella pressa e sottoposta a pressioni medie dell'ordine di 400 atm. Per effetto della pressione il mosto d'olio si separa dalla frazione solida e dal sistema drenante fluisce lungo l'esterno e lungo la foratina e viene raccolto sul piatto. Terminata l'estrazione, la pila viene smontata e dai diaframmi viene rimossa la sansa utilizzando apposite macchine.
I diaframmi filtranti sono spesso chiamati fiscoli. In realtà il fiscolo è un doppio disco filtrante saldato ai margini e forato al centro realizzato in fibra di cocco. La pasta d'olio si disponeva all'interno del fiscolo. Questo sistema presentava molteplici svantaggi. L'operazione di carico e scarico era alquanto onerosa, ma soprattutto il difetto principale era la difficoltà di pulizia dei fiscoli: le fibre trattenevano sempre residui di pasta che alterandosi facilmente per azione di muffe e dell'ossidazione conferivano all'olio sapori sgradevoli (sapore di fiscolo). Per esigenze organizzative e per migliorare gli standard di qualità i fiscoli sono stati del tutto abbandonati e sostituiti dai diaframmi circolari in fibra sintetica.
I vantaggi dell'estrazione per pressione sono i seguenti
- buona qualità delle sanse
- ridotti consumi di energia e acqua e costi fissi contenuti
- minori quantitativi d'acqua di vegetazione da smaltire
- minore carica inquinante dell'acqua di vegetazione

Gli svantaggi sono i seguenti
- costi rilevanti per l'impiego della manodopera
- oneri derivanti dalla difficoltà di pulizia dei diaframmi filtranti
- funzionamento a ciclo discontinuo
- rischio di peggioramento della qualità in caso di cattiva pulizia dei diaframmi

### Estrazione per centrifugazione

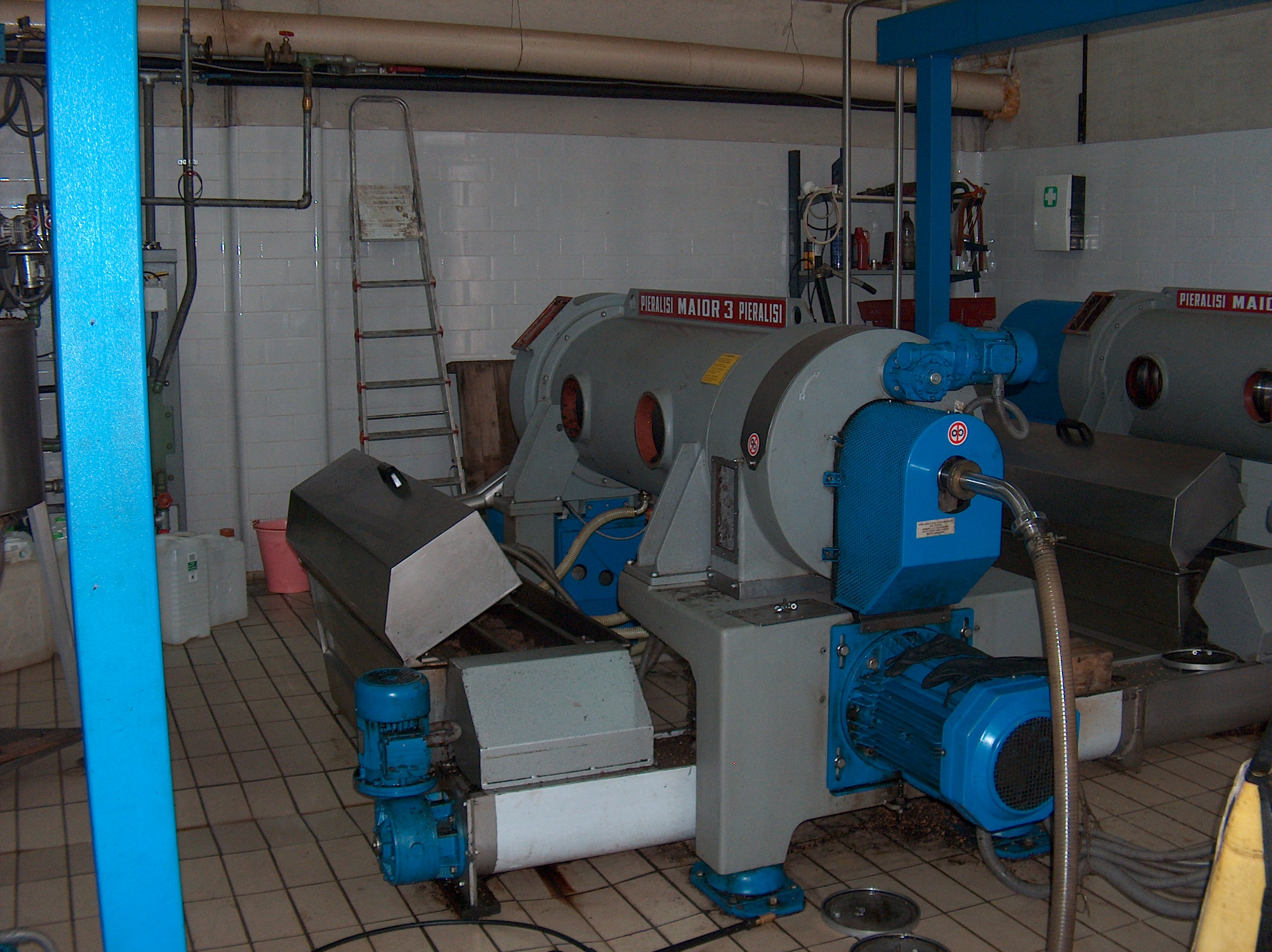
Centrifughe orizzontali a decanter

Si tratta di un metodo di larga diffusione perché permette di superare i molteplici svantaggi associati all'estrazione per pressione. La pasta d'olio è sottoposta ad una centrifugazione in un tamburo conico ruotante ad asse orizzontale (detto comunemente decanter). La centrifugazione opera in genere ad una velocità di rotazione di 3000-3500 giri al minuto. Per effetto del differente peso specifico la centrifugazione separa 2 o 3 fasi. Secondo le specifiche tecniche si distinguono tre tipi fondamentali di decanter.
Il decanter a 3 fasi è la tipologia più vecchia e presenta diversi svantaggi. La centrifugazione separa tre frazioni: 
- le sanse;
- il mosto d'olio, contenente una piccola quantità d'acqua;
- l'acqua di vegetazione, contenente una piccola quantità d'olio.

Questo sistema richiede la preventiva diluizione della pasta d'olio con acqua. In sostanza presenta difetti considerevoli perché consuma elevati quantitativi d'acqua e produce elevati quantitativi di acque di vegetazione. L'acqua ha inoltre un'azione di lavaggio della pasta che porta all'estrazione di un'elevata quantità di polifenoli. Le acque di vegetazione hanno pertanto una maggiore carica inquinante rendendone ulteriormente più oneroso lo smaltimento. Per questi motivi il sistema a 3 fasi è stato abbandonato.

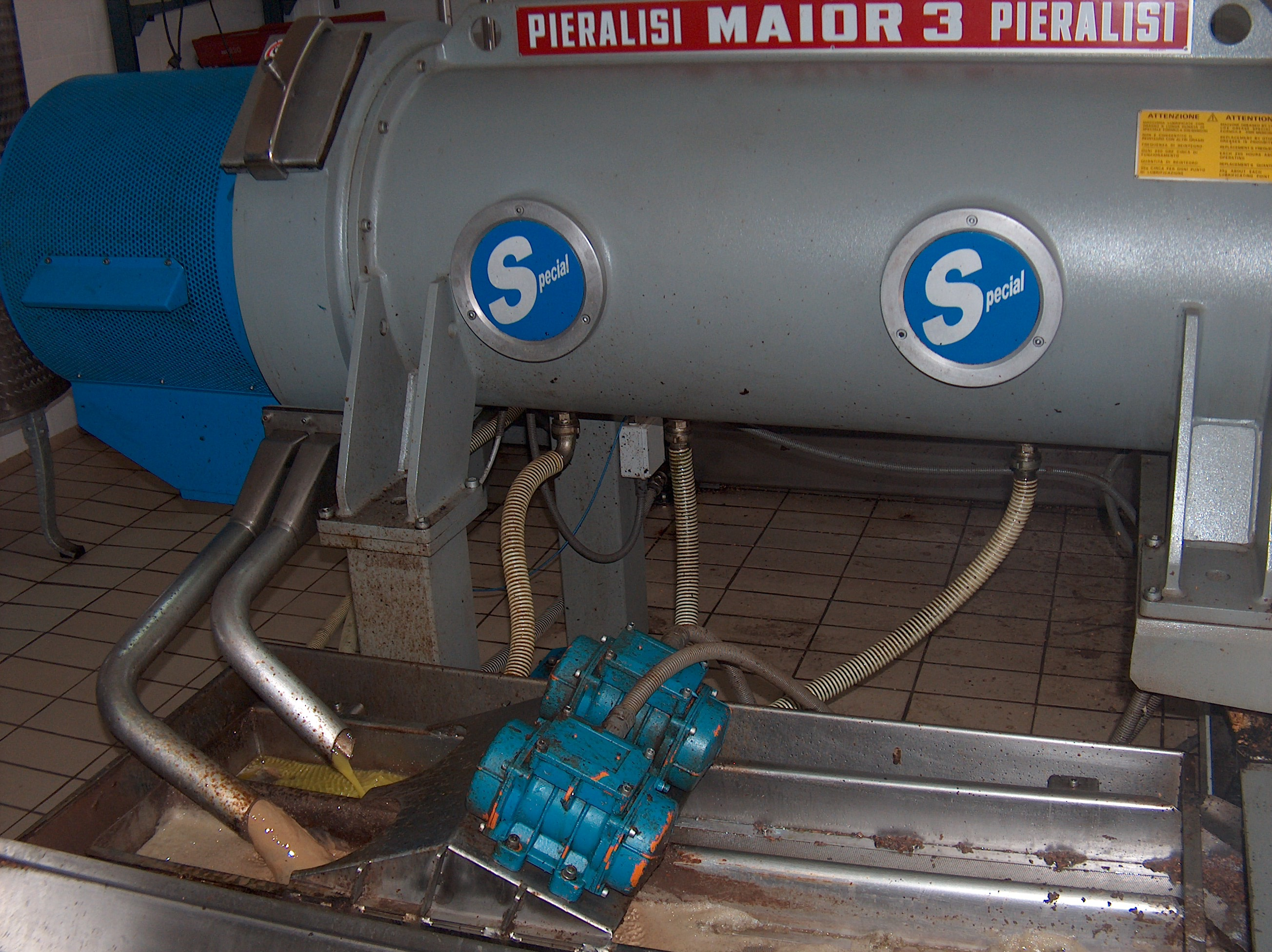
Decanter in funzionamento

Il decanter a 2 fasi è stato concepito per ovviare agli inconvenienti del sistema a 3 fasi. In pratica differisce per il minore impiego d'acqua. La centrifugazione separa due sole frazioni:
- le sanse e l'acqua di vegetazione;
- il mosto d'olio, contenente una piccola quantità d'acqua.

Il sistema riduce il problema del carico inquinante perché la quantità di polifenoli estratta è inferiore. Presenta però il difetto di produrre sanse eccessivamente umide, non accettate dai sansifici perché hanno uno scarso valore merceologico. Le sanse diventano pertanto un prodotto di scarto da smaltire senza alcuna possibilità di recupero economico, essendo poco conveniente l'essiccazione.
Il decanter a 2 fasi e mezzo è la tipologia più recente e riassume i pregi dei due sistemi differenti. La lavorazione richiede l'aggiunta di un ridotto quantitativo d'acqua e separa tre frazioni (sanse umide, acqua di vegetazione, mosto d'olio). Il vantaggio di questo sistema è che si produce un quantitativo inferiore di acque di vegetazione e con una minore carica inquinante. Le sanse umide hanno ancora uno scarso valore, tuttavia possono essere trattate con sistemi che permettono un recupero economico sfruttando il potenziale energetico del nocciolino.

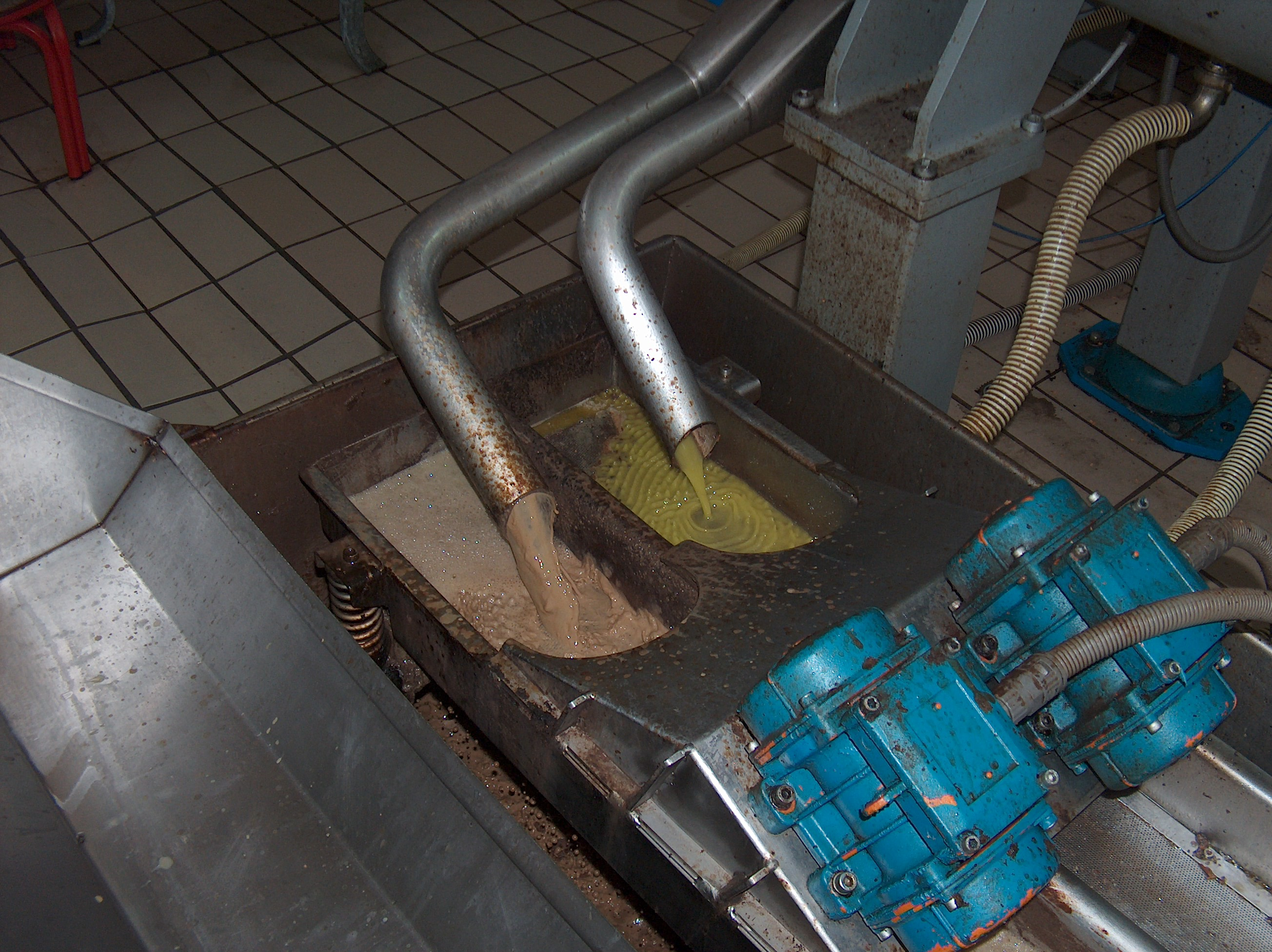
Fasi liquide separate dal decanter

Nel complesso, il bilancio tra i vantaggi e gli svantaggi del sistema della centrifugazione si riassume nei seguenti punti. Vantaggi:
- alta capacità di lavoro;
- ridotto fabbisogno di lavoro grazie all'automazione e all'inserimento in un ciclo continuo;
- discreta qualità dell'olio per il basso grado di ossidazione e la facilità di pulizia;
- ridotti spazi d'ingombro.

Svantaggi:
- elevati consumi energetici;
- maggior consumo d'acqua;
- costi elevati di manutenzione a causa dell'usura a cui è soggetto il tamburo;
- costi di smaltimento dei reflui per la quantità d'acqua di vegetazione prodotta e per il maggior carico inquinante;
- difficoltà di gestione delle sanse.

### Estrazione in Sinolea
La Sinolea è un dispositivo integrato in un impianto specifico a ciclo continuo che si basa su uno schema di lavorazione differente dagli altri impianti. Il principio fisico su cui si basa la Sinolea, concepito fin dal 1911, è la differenza fra la tensione superficiale dell'acqua di vegetazione e quella dell'olio: per effetto di questa differenza, l'olio tende ad aderire facilmente ad una superficie metallica rispetto all'acqua, la quale viene separata per percolazione. Il metodo di estrazione viene detto anche percolamento o filtrazione selettiva.
La Sinolea consiste fondamentalmente in una vasca contenente la pasta d'olio, prodotta da un frangitore a martelli, nella quale s'immerge il dispositivo estrattore. Quest'ultimo è costituito da una serie di alcune migliaia di lame d'acciaio che viene immersa nella pasta d'olio con un moto alternativo continuo che percorre ciclicamente le seguenti fasi:
- immersione;
- sollevamento;
- raschiamento dell'olio.

Ad ogni ciclo d'immersione il sollevamento del dispositivo fa sgrondare l'acqua di vegetazione per effetto della gravità mentre l'olio aderisce alle superfici metalliche. L'efficacia del processo si basa sull'elevato numero di lamelle, indispensabile per una sufficiente superficie di interfaccia. Il moto è piuttosto lento, con una velocità di rotazione dell'ordine di 7-9 giri al minuto. Durante il moto di ritorno le superfici metalliche vanno a contatto con un dispositivo raschiatore che rimuove l'olio facendolo confluire in un sistema di raccolta. Questo sistema permette di ottenere un olio di altissima qualità, tuttavia ha una resa piuttosto bassa. Qualora esista la convenienza economica, la pasta residua può essere sottoposta ad un secondo processo di estrazione per centrifugazione. In questo modo si ottengono due prodotti differenziati in termini di qualità.
La valutazione data al metodo di estrazione vede in sostanza dei vantaggi relativi alla qualità del prodotto e agli aspetti operativi. I vantaggi di ordine qualitativo sono dovuti alla lavorazione a freddo e all'assenza di interferenze del processo di estrazione con le caratteristiche biochimiche della frazione oleosa della polpa delle olive, come ad esempio il "lavaggio" dei polifenoli o le alterazioni causate da una cattiva pulizia dei diaframmi: ciò permette di ottenere oli di alta qualità per l'elevato contenuto in sostanze aromatiche e in polifenoli. I vantaggi di ordine operativo consistono nell'automazione e, di conseguenza, nella perfetta integrazione del processo in un ciclo continuo di lavorazione; l'olio estratto dalla Sinolea, inoltre, è privo d'acqua e non necessita della successiva separazione centrifuga.
A fronte dei sopracitati vantaggi vanno segnalati degli svantaggi relativi alle basse rese, aspetto intrinseco di questo processo. La resa specifica dipende essenzialmente da rapporto quantitativo acqua/olio presente nelle olive lavorate e può essere anche inferiore al 50% di quella teorica totale. Ciò obbliga ad abbinare la Sinolea ad un impianto che permetta l'estrazione per centrifugazione della pasta residua, con conseguente incremento dei costi di trasformazione.

## Separazione dell'olio dall'acqua

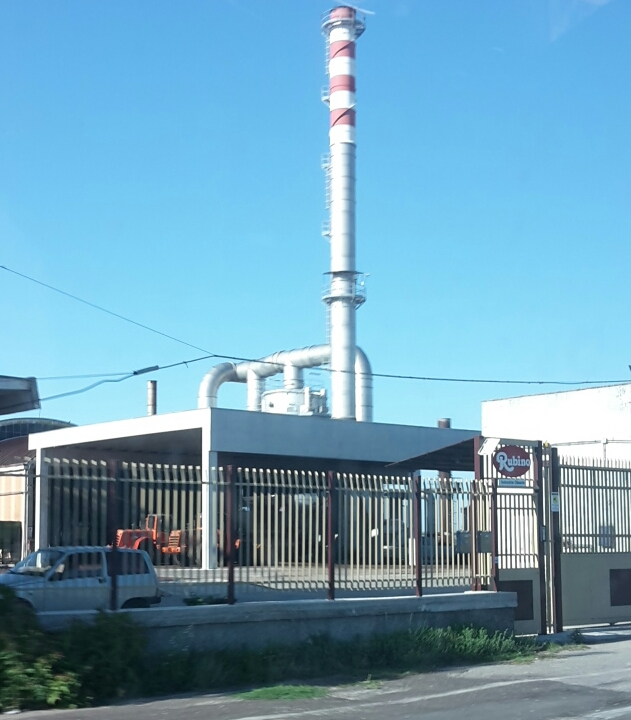
Impianto di separazione per evaporazione, adoperato per produrre olio lampante

Ad esclusione del metodo della Sinolea, il mosto d'olio ottenuto dall'estrazione contiene sempre una quantità residua d'acqua che viene separata per effetto della differente densità dei due liquidi attraverso la decantazione o la centrifugazione.

### Decantazione
È il metodo tradizionale basato sulla non miscibilità dell'olio e dell'acqua. In fase di riposo l'olio, essendo più leggero, tende ad affiorare in superficie separandosi dall'acqua. Il mosto d'olio, appena ottenuto con la spremitura, subisce una prima separazione che permette di ottenere un prodotto di maggiore qualità. La separazione della quantità residua richiedeva invece tempi più lunghi di stazionamento nell'oliario in apposite vasche di muratura. Analogamente si effettuava il recupero di una quantità residua di pessima qualità dalle acque di vegetazione stoccate nell'inferno, un locale appositamente adibito.
La decantazione è un metodo ormai del tutto abbandonato in quanto poco adatto ad ottenere prodotti di qualità. In Italia non viene più attuato dagli anni cinquanta a seguito dell'elettrificazione rurale.

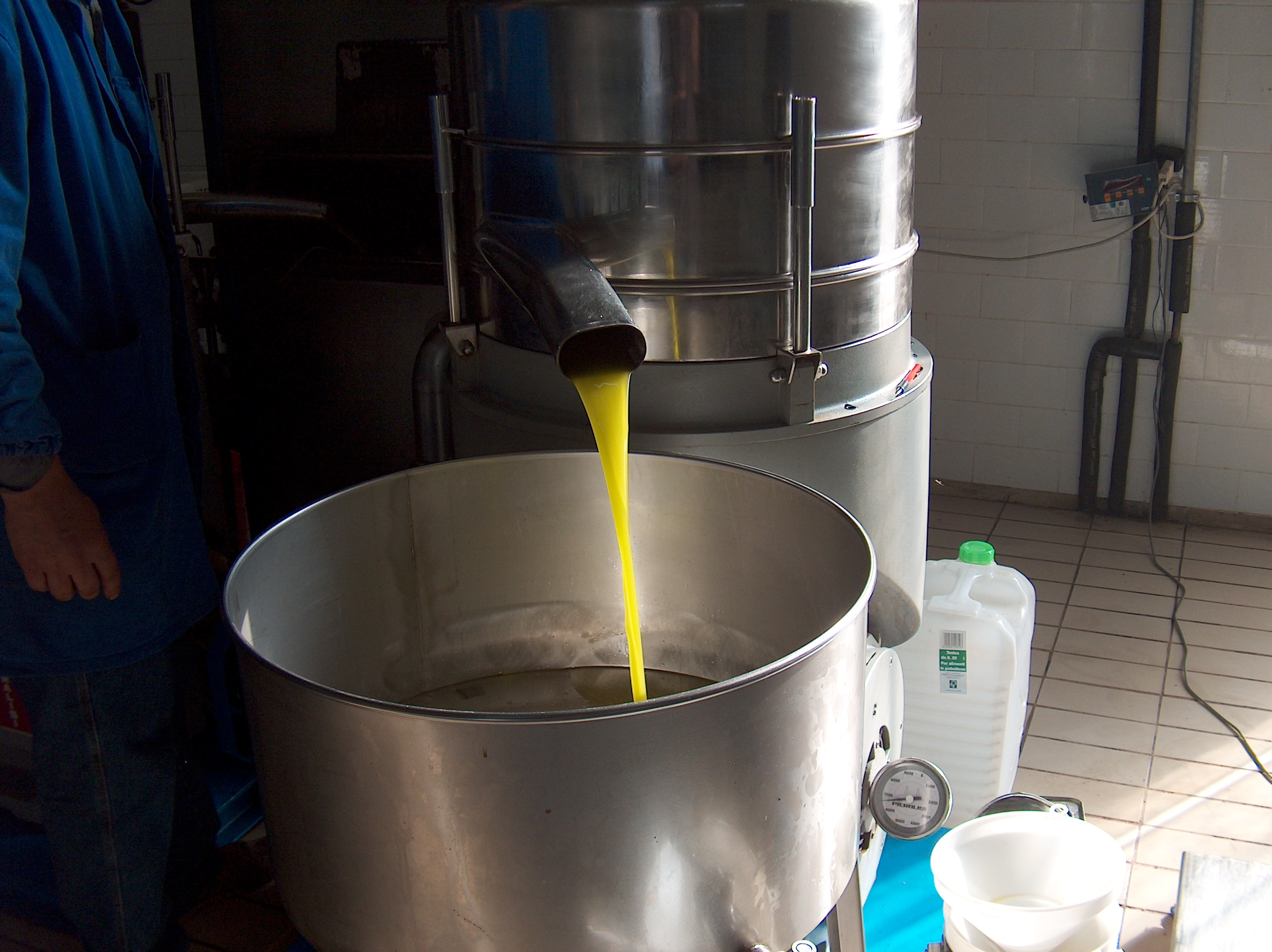
Olio in uscita dal separatore centrifugo

### Centrifugazione verticale
La centrifugazione verticale è il sistema impiegato in tutti gli impianti (ad eccezione dell'olio estratto con la Sinolea) per separare l'olio dall'acqua. Al processo è sottoposto sia il mosto d'olio ottenuto per spremitura o per centrifugazione orizzontale, sia l'acqua di vegetazione ottenuta dalla centrifugazione orizzontale.
Allo scopo si utilizzano separatori centrifughi verticali. Si tratta di macchine mutuate dall'impiantistica dell'industria lattiero-casearia (scrematrici) che effettuano la separazione in virtù di una rotazione ad alta velocità. Il separatore centrifugo consiste in un serbatoio cilindrico contenente il tamburo ruotante costituito da una serie di dischi conici forati e sovrapposti. Il mosto d'olio, immesso dall'alto, entra nel tamburo ed è sottoposto ad una centrifugazione a 6000-6500 giri al minuto. Per effetto della differente densità olio e acqua si separano in due differenti efflussi. Durante la rotazione si ha un accumulo di residui solidi (morchie) che vengono espulsi tramite un sistema di sicurezza automatizzato.

## Trattamenti successivi

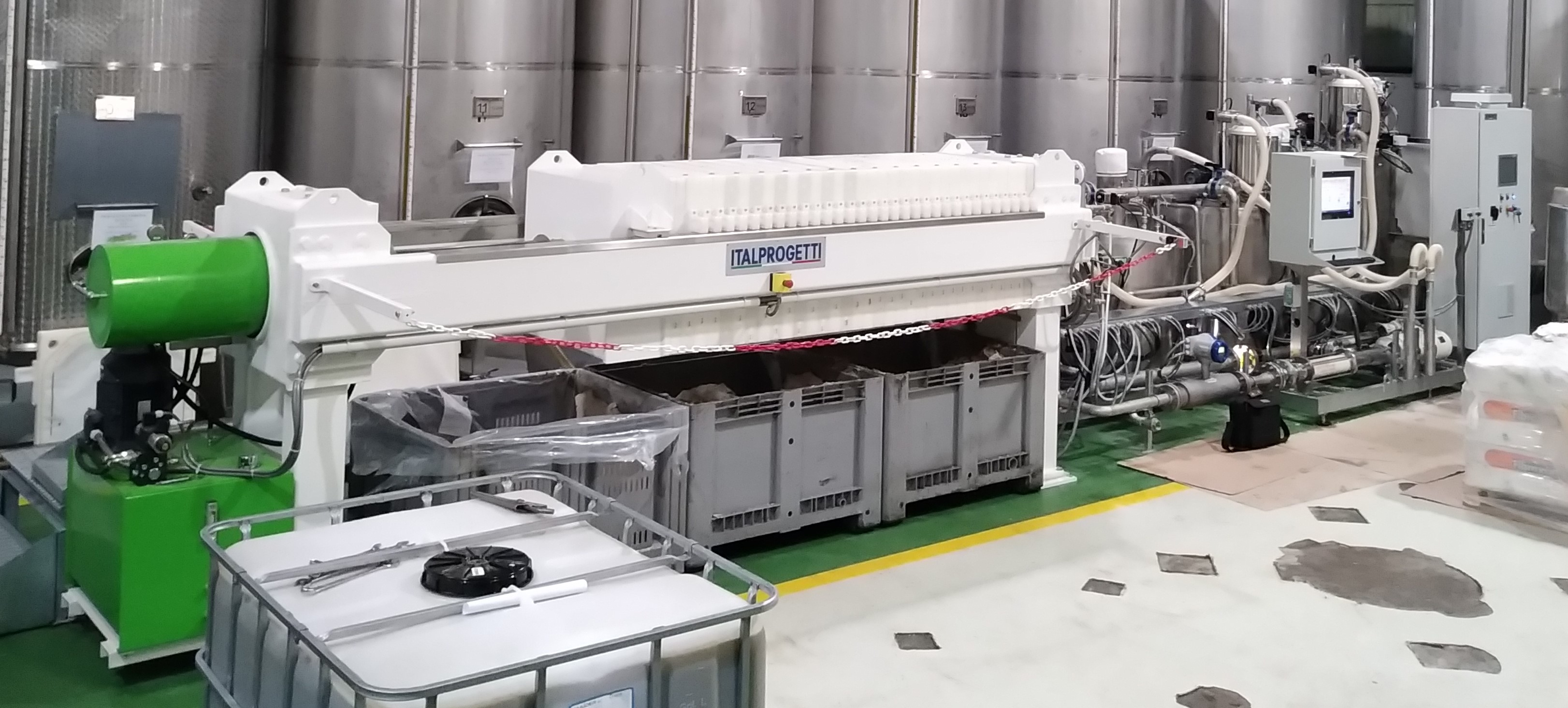
Filtropressa a coadiuvanti utilizzata per filtrazione di olio extravergine di oliva.

All'uscita dal separatore centrifugo, l'olio è un prodotto pronto al consumo. Il prodotto tal quale contiene residui solidi in sospensione e si presenta torbido. In situazione di riposo il residuo solido si deposita sul fondo del recipiente e l'olio illimpidisce spontaneamente. Di conseguenza l'olio appena separato viene conservato in vasi d'acciaio, a contatto con un'atmosfera d'azoto per prevenire le ossidazioni, per sfruttare la sedimentazione spontanea della morchia. L'olio destinato subito alla commercializzazione è invece sottoposto a filtrazione mediante filtri di tipo barese o filtri-pressa prima del confezionamento.

## Smaltimento dei reflui oleari
Uno dei principali problemi della gestione degli oleifici è lo smaltimento delle acque di vegetazione. Questo sottoprodotto è un refluo che ha una carica inquinante intrinseca sia per il tenore in sostanza organica (la cui ossidazione chimica o biologica riduce il tenore di ossigeno nelle acque superficiali) sia, soprattutto, per l'eccessivo tenore in polifenoli (la cui biodegradabilità è bassa).
In passato era ammesso il riversamento delle acque di vegetazione nella rete fognaria civile, ma in seguito all'applicazione della legge n. 319 del 1976 (nota come Legge Merli) i reflui delle attività produttive che non rispettano uno o più parametri possono essere riversati nelle acque superficiali solo dopo trattamento che ne abbatta la carica inquinante. Negli anni ottanta, gli oleifici hanno operato in regime di deroga per consentire alla ricerca scientifica l'individuazione di metodi di trattamento e smaltimento economicamente sostenibili. Le soluzioni tecniche, infatti, erano e restano ancora improponibili per la realtà dell'elaiotecnica italiana, caratterizzata da piccoli frantoi che non sono in grado di realizzare le economie di scala necessarie per sostenere i costi di un impianto di depurazione. L'applicazione rigorosa della legge avrebbe di fatto comportato la chiusura della maggior parte degli oleifici italiani. Una sentenza della Corte di cassazione, nel 1986, inserì di fatto i frantoi oleari fra gli opifici soggetti alla Legge Merli.
Per questo motivo nella seconda metà degli anni ottanta si è applicata una sanatoria delle pendenze giudiziali e avviato un regime di deroga che permettesse lo smaltimento dei reflui oleari sui terreni agricoli (Legge n. 119 del 1987). Nel frattempo si è appurato che l'impatto ambientale dello smaltimento dell'acqua di vegetazione è molto più basso rispetto al riversamento nelle acque superficiali, a patto che non si superino determinati quantitativi riferiti al tempo e alla superficie, soprattutto per evitare l'inquinamento della falda freatica. La legge, fin dagli anni ottanta, disciplina perciò lo spandimento dei reflui oleari fissando dei vincoli operativi e procedurali e la normativa vigente è stata perfezionata, ma complicata in sede interpretativa, con successivi provvedimenti legislativi, quali la legge n. 574 del 1996, decreti ministeriali e sentenze giurisprudenziali.
L'acqua di vegetazione smaltita nei terreni ha inizialmente un effetto rinettante sulle erbe infestanti e blandamente antibiotica per l'azione dei polifenoli. A questo si aggiunge l'inquinamento atmosferico a causa dei cattivi odori emanati dai reflui oleari e la possibilità d'inquinamento delle falde acquifere. Dopo un periodo di 5-6 mesi si evidenziano gli effetti positivi sulla fertilità fisica del terreno, dovuti all'umificazione, e, sui terreni in cui sono state smaltite le acque di vegetazione, le piante mostrano un maggior rigoglio vegetativo, dovuto all'azione fertilizzante dei reflui. Va tuttavia precisato che le conoscenze in materia sono ancora in via di sviluppo, nonostante la ricerca si occupi di questi aspetti fin dagli anni ottanta.